# Sabine Michel

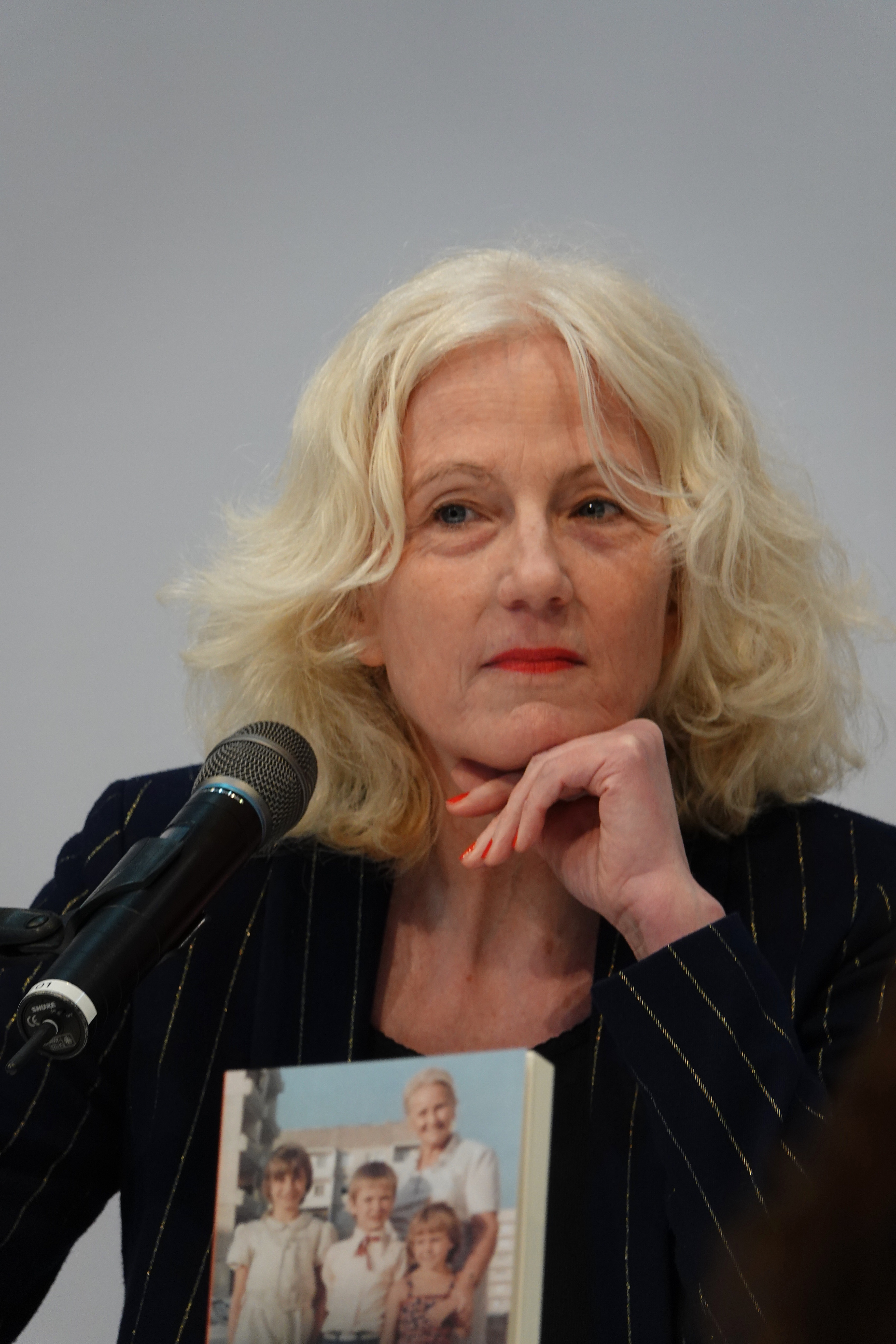
Sabine Michel 2024

Sabine Michel (* 1971 in Dresden) ist eine deutsche Regisseurin und Autorin.

## Leben
Sabine Michel wurde in Dresden geboren und wuchs zeitweilig in Guinea auf. Nach einem Auslandsaufenthalt in Paris studierte sie zunächst am Institut für Angewandte Theaterwissenschaft bei Andrzej Wirth und danach Filmregie an der Hochschule für Film und Fernsehen Konrad Wolf. Ihr Kurzfilm Hinten scheißt die Ente führte als Publikumserfolg zu ihrem ersten Langspielfilm Nimm dir dein Leben (2005). Seitdem arbeitet sie für Kino, Fernsehen und am Theater – sie porträtierte die Schauspielerin Corinna Harfouch, die Fotografin Sibylle Bergemann und erzählte in Zonenmädchen von ihrer eigenen Generation. In ihrem vielbesprochenen Film Montags in Dresden begleitet sie drei Menschen, die zu Pegida gehen. 2020 erschien ihr erstes Buch Die anderen Leben – Generationengespräche Ost im be.bra Verlag – gemeinsam mit Dörte Grimm.
2012 erhielt sie für ihren Film über die Fotografin Sibylle Bergemann den Grimme-Preis in der Kategorie Marler Publikumspreis.
Seit 2019 ist sie Mitglied der Deutschen Filmakademie. Sie ist verheiratet und hat gemeinsam mit dem Theaterregisseur Reinhard Göber vier Kinder.

## Filme (Auswahl)
- 2001: Hinten scheißt die Ente (Kurzfilm)
- 2005: Nimm dir dein Leben (Spielfilm)[2]
- 2008: Mit Fantasie gegen den Mangel – Leben im Schatten der Planwirtschaft
- 2010: Mädchen Liebe
- 2010: Mädchengeschichten (2 Episoden)
- 2012Mein Leben (3 Episoden, zu Corinna Harfouch, Sibylle Bergemann und Henry Maske)
- 2013: Zonenmädchen[3]
- 2017: Montags in Dresden[4]
- 2018: Auslandskader – Botschafter des Sozialismus[5]
- 2021: Der Mauerfall und die Frauen
- 2022: Jugendweihe
- 2023: Frauen in Landschaften[6]
- 2023: Aufstand der Frauen – 17. Juni 1953[7]
- 2025: Die Jahrhundertfrau

## Bücher
- Die anderen Leben – Generationengespräche Ost (gemeinsam mit Dörte Grimm), 2020, be.bra Verlag, ISBN 978-3-89809-179-4[8]

## Theater
- Frauenmonologe heute (Maxie Wander, Regie, 2018)
- King Kong Theorie (Virginie Despentes, Regie, 2020)

## Auszeichnungen (Auswahl)
- 2002: Publikumspreis exground Wiesbaden
- 2002: Publikumspreis Filmfestival Dresden
- 2002: Hauptpreis Shorts at moonlight Region Frankfurt Rhein-Main
- 2012: Grimme-Preis in der Kategorie Information und Kultur[9]
- 2012: Publikumspreis der Marler Gruppe, der im Rahmen der Grimme-Preis-Verleihung vergeben wird[1]
- 2023: DOK.fest-München-Nominierung in der Kategorie VIKTOR DOK.deutsch für Frauen in Landschaften[10]